# Silence = Mort

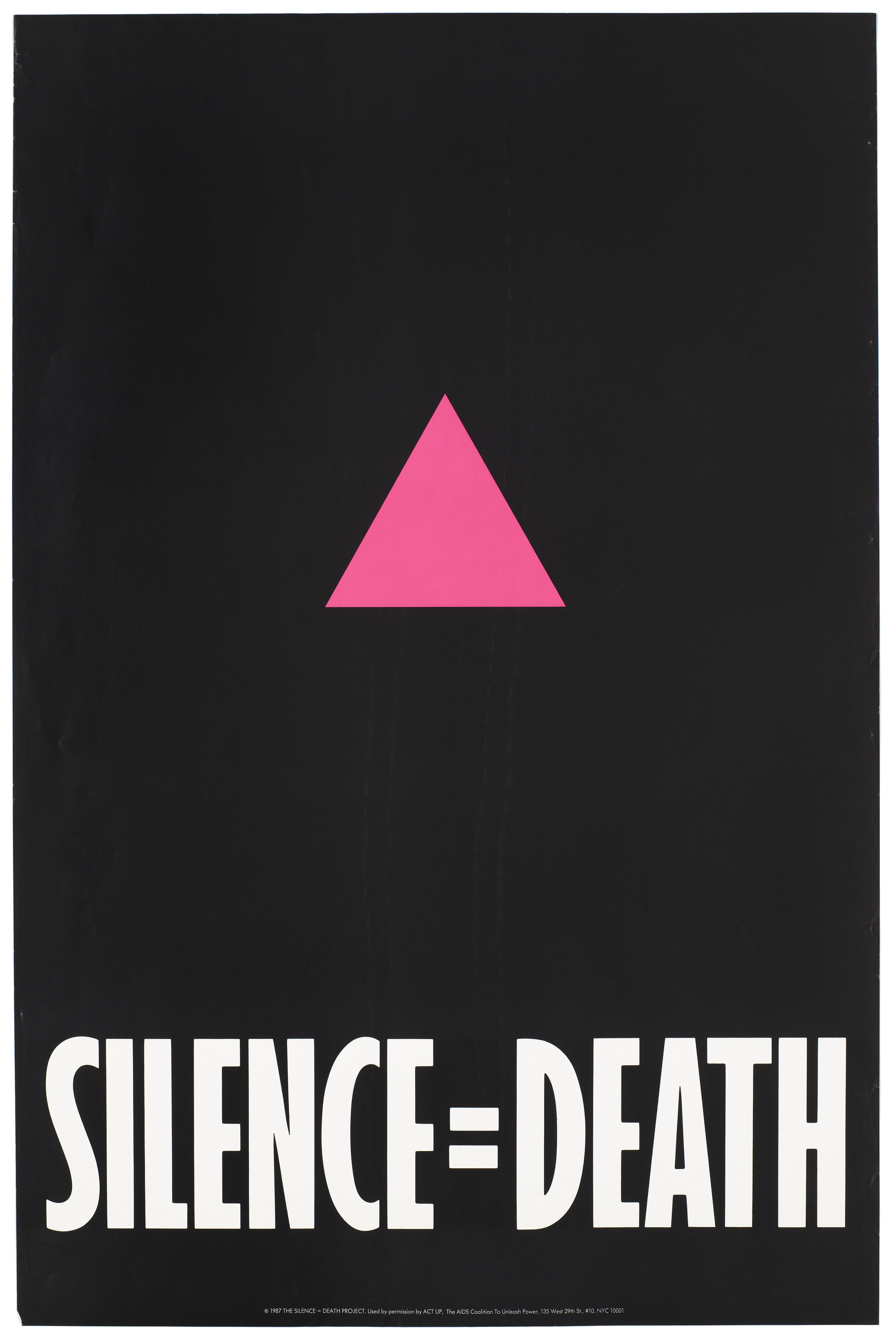
Le poster Silence=Mort avec le triangle rose créé par le collectif Silence=Death et utilisé par ACT UP comme symbole de lutte contre le SIDA.

Silence = Mort (en anglais Silence=Death) est un des slogans politiques les plus connus de la lutte contre le SIDA. Il est le fruit de la collaboration de six membres du collectif américain Silence=Death Project à la fin des années 1980 à New York.

## Histoire
Avram Finkelstein, Jorge Socarras, Chris Lione, Charles Kreloff, Oliver Johnston et Brian Howard fondent le collectif Silence=Death Project en 1985, en pleine crise du SIDA. Le collectif est en première intention un groupe de soutien, d'entraide et de sensibilisation mais il évolue rapidement en un groupe au positionnement politique.
En 1987, le groupe décide de créer un poster et de le coller à travers toute la ville de New York. Afin de n'utiliser aucune photographie pour ne pas être excluants en termes de genre ou de race, ils emploient un symbole plus abstrait mais facilement identifiable et percutant pour toucher un public plus large. Il faut six mois au poster pour être élaboré.
Le poster est créé en utilisant seulement une phrase et un triangle rose, devenu symbole de la communauté gaie durant les années 1970 d'après le symbole porté par les personnes homosexuelles dans les camps durant la Seconde Guerre mondiale. 
Ce poster a aussi été employé par l'organisation ACT UP (AIDS Coalition to Unleash Power) pour sa campagne contre l'épidémie de VIH/SIDA. 